# نقاب آهنین
نقاب آهنین (انگلیسی: The Iron Mask) یک فیلم ماجراجویی آمریکایی به کارگردانی آلن دوان است که در سال ۱۹۲۹ منتشر شد.

## بازیگران
- داگلاس فربنکس
- بل بنت
- مارگریت د لا موت
- دوروتی ریویر
- ورا لوئیس
- رالف سدان
- ویلیام بیکول
- نایجل دِ برولیر
- اولریش هاوپت
- چارلز استیونس
- هنری اوتو
- لئون باری
- تاینی سندفورد
- جینو کورادو
- لان پاف